# アドマイヤミヤビ
アドマイヤミヤビ（Admire Miyabi）は、日本の競走馬、繁殖牝馬。主な勝ち鞍は2017年のクイーンカップ(GIII)。

## 現役時代

### デビュー前
2014年1月14日、北海道安平町のノーザンファームで誕生。同年のセレクトセール当歳馬市場で近藤利一によって4,100万円（税抜）で落成され、ノーザンファーム早来で育成された。

### 2歳（2016年）
7月24日の新馬戦（中京芝1600m）でデビューし、2着となる。約2ヶ月後の未勝利戦で初勝利を挙げると、続く百日草特別でも勝利し、2連勝を飾る。同レースの2着馬カデナはその後、京都2歳ステークス(GIII)と弥生賞(GII)を制しており、アドマイヤミヤビも高く評価されることになった。

### 3歳（2017年）
クイーンカップ(GIII)では直線で後のNHKマイルカップ(GI)勝ち馬アエロリットを競り落として優勝し、3連勝での重賞初制覇を果たした。
春のクラシックではデビューからの4戦全てに騎乗したクリストフ・ルメールがソウルスターリングに騎乗するため、新たにミルコ・デムーロとコンビを組むことになった。桜花賞ではソウルスターリングに次ぐ2番人気に推されたが、時計のかかる稍重の馬場に苦しみ、後方のまま12着と大敗する。オークスでも2番人気に推されたが、外枠が響き、後方から出走馬中最速タイの上がり3F33秒9の脚で追い込むも3着に敗れた。
秋はローズステークス(GII)での復帰に向けて調整されていたが、その最終追い切り後に左前脚屈腱炎を発症し、現役引退が発表された。

## 競走成績
以下の内容は、netkeiba.comの情報に基づく。
| 競走日     | 競馬場 | 競走名     | 格      | 距離（馬場）  | 頭 数 | 枠 番 | 馬 番 | オッズ （人気） | 着順 | タイム （上がり3F） | 着差 | 騎手        | 斤量 [kg] | 1着馬（2着馬）     | 馬体重 [kg] |
| ---------- | ------ | ---------- | ------- | ------------- | ----- | ----- | ----- | --------------- | ---- | ------------------- | ---- | ----------- | --------- | ------------------ | ----------- |
| 2016.07.24 | 中京   | 2歳新馬    |         | 芝1600m（良） | 16    | 1     | 2     | 003.70（2人）   | 02着 | R1:35.8（34.1）     | -0.2 | 0C.ルメール | 54        | クライムメジャー   | 486         |
| 0000.09.24 | 阪神   | 2歳未勝利  |         | 芝1600m（稍） | 15    | 7     | 13    | 001.30（1人）   | 01着 | R1:34.8（33.7）     | -0.3 | 0C.ルメール | 54        | （ベルカプリ）     | 478         |
| 0000.11.06 | 東京   | 百日草特別 | 500万下 | 芝2000m（良） | 11    | 2     | 2     | 002.60（1人）   | 01着 | R2:03.4（33.5）     | -0.1 | 0C.ルメール | 54        | （カデナ）         | 478         |
| 2017.02.11 | 東京   | クイーンC  | GIII    | 芝1600m（良） | 16    | 8     | 15    | 002.90（1人）   | 01着 | R1:33.2（33.6）     | -0.1 | 0C.ルメール | 54        | （アエロリット）   | 480         |
| 0000.04.09 | 阪神   | 桜花賞     | GI      | 芝1600m（稍） | 17    | 7     | 15    | 005.10（2人）   | 12着 | R1:35.5（35.6）     | -1.0 | 0M.デムーロ | 55        | レーヌミノル       | 474         |
| 0000.05.21 | 東京   | 優駿牝馬   | GI      | 芝2400m（良） | 18    | 8     | 16    | 004.80（2人）   | 03着 | R2:24.8（33.9）     | -0.7 | 0M.デムーロ | 55        | ソウルスターリング | 476         |

## 繁殖牝馬時代
引退後は生まれ故郷のノーザンファームで繁殖入りした。
|       | 馬名                   | 生年   | 性 | 毛色 | 父             | 馬主     | 厩舎           | 戦績                               | 出典   |
| ----- | ---------------------- | ------ | -- | ---- | -------------- | -------- | -------------- | ---------------------------------- | ------ |
| 初仔  | アドマイヤラヴィ       | 2019年 | 牝 | 鹿毛 | ロードカナロア | 近藤旬子 | 栗東・友道康夫 | 19戦3勝（引退）                    | [ 10 ] |
| 2番仔 | アドマイヤソラ         | 2020年 | 牡 | 鹿毛 | ロードカナロア | 近藤旬子 | 栗東・友道康夫 | 11戦1勝（現役）                    | [ 11 ] |
| 3番仔 | アドマイヤテラ         | 2021年 | 牡 | 芦毛 | レイデオロ     | 近藤旬子 | 栗東・友道康夫 | 9戦5勝（現役） 目黒記念（GII）優勝 | [ 12 ] |
| 4番仔 | アドマイヤフウビ       | 2022年 | 牝 | 芦毛 | ロードカナロア |          |                | （デビュー前）                     | [ 13 ] |
| 5番仔 | アドマイヤミヤビの2023 | 2023年 | 牝 | 鹿毛 | エピファネイア |          |                | （デビュー前）                     | [ 14 ] |
| 6番仔 | アドマイヤミヤビの2024 | 2024年 | 牝 | 芦毛 | モーリス       |          |                |                                    | [ 15 ] |

- 2025年6月1日現在

## 血統表
| アドマイヤミヤビの血統        | アドマイヤミヤビの血統                               | アドマイヤミヤビの血統                          | （血統表の出典）                                | （血統表の出典） |
| 父系                          | サンデーサイレンス系                                 | サンデーサイレンス系                            | サンデーサイレンス系                            | [ § 2 ]          |
| 父 ハーツクライ 2001 鹿毛     | 父の父*サンデーサイレンス Sunday Silence 1986 青鹿毛 | Halo                                            | Hail to Reason                                  | Hail to Reason   |
| 父 ハーツクライ 2001 鹿毛     | 父の父*サンデーサイレンス Sunday Silence 1986 青鹿毛 | Halo                                            | Cosmah                                          |                  |
| 父 ハーツクライ 2001 鹿毛     | 父の父*サンデーサイレンス Sunday Silence 1986 青鹿毛 | Wishing Well                                    | Understanding                                   | Understanding    |
| 父 ハーツクライ 2001 鹿毛     | 父の父*サンデーサイレンス Sunday Silence 1986 青鹿毛 | Wishing Well                                    | Mountain Flower                                 |                  |
| 父 ハーツクライ 2001 鹿毛     | 父の母アイリッシュダンス 1990 鹿毛                   | *トニービン                                     | *カンパラ                                       | *カンパラ        |
| 父 ハーツクライ 2001 鹿毛     | 父の母アイリッシュダンス 1990 鹿毛                   | *トニービン                                     | Severn Bridge                                   |                  |
| 父 ハーツクライ 2001 鹿毛     | 父の母アイリッシュダンス 1990 鹿毛                   | *ビューパーダンス                               | Lyphard                                         | Lyphard          |
| 父 ハーツクライ 2001 鹿毛     | 父の母アイリッシュダンス 1990 鹿毛                   | *ビューパーダンス                               | My Bupers                                       |                  |
| 母 レディスキッパー 2007 芦毛 | 母の父*クロフネ 1998 芦毛                            | *フレンチデピュティ                             | Deputy Minister                                 | Deputy Minister  |
| 母 レディスキッパー 2007 芦毛 | 母の父*クロフネ 1998 芦毛                            | *フレンチデピュティ                             | Mitterand                                       |                  |
| 母 レディスキッパー 2007 芦毛 | 母の父*クロフネ 1998 芦毛                            | *ブルーアヴェニュー                             | Classic Go Go                                   | Classic Go Go    |
| 母 レディスキッパー 2007 芦毛 | 母の父*クロフネ 1998 芦毛                            | *ブルーアヴェニュー                             | Eliza Blue                                      |                  |
| 母 レディスキッパー 2007 芦毛 | 母の母ライクザウインド 2000 鹿毛                     | *デインヒル                                     | Danzig                                          | Danzig           |
| 母 レディスキッパー 2007 芦毛 | 母の母ライクザウインド 2000 鹿毛                     | *デインヒル                                     | Razyana                                         |                  |
| 母 レディスキッパー 2007 芦毛 | 母の母ライクザウインド 2000 鹿毛                     | *ウインドインハーヘア                           | Alzao                                           | Alzao            |
| 母 レディスキッパー 2007 芦毛 | 母の母ライクザウインド 2000 鹿毛                     | *ウインドインハーヘア                           | Burghclere                                      |                  |
| 母系(F-No.)                   | (FN:2-f)                                             | (FN:2-f)                                        | (FN:2-f)                                        | [ § 3 ]          |
| 5代内の近親交配               | Lyphard 4×5＝9.38％、Northern Dancer 5×5＝6.25%      | Lyphard 4×5＝9.38％、Northern Dancer 5×5＝6.25% | Lyphard 4×5＝9.38％、Northern Dancer 5×5＝6.25% | [ § 4 ]          |
| 出典                          | 1. 2. 3. 4.                                          | 1. 2. 3. 4.                                     | 1. 2. 3. 4.                                     | 1. 2. 3. 4.      |

- 3代母ウインドインハーヘアは三冠馬ディープインパクトの母。